# عبدول موموني
عبدول موموني (7 أغسطس 2002 في النيجر - ) هو لاعب كرة قدم نيجري في مركز الوسط في نادي مسيمير القطري.

## وصلات خارجية
- عبدول موموني على موقع قاعدة بيانات كرة القدم.إي يو (الإنجليزية)
- عبدول موموني على موقع ناشيونال فوتبول تيمز (الإنجليزية)
- عبدول موموني على موقع Soccerway.com (الإنجليزية)
- عبدول موموني على موقع عالم كرة القدم.نت (الإنجليزية)